# Monophleboides gymnocarpi
Monophleboides gymnocarpi är en insektsart som först beskrevs av Hall 1926.  Monophleboides gymnocarpi ingår i släktet Monophleboides och familjen pärlsköldlöss.
Artens utbredningsområde är Egypten. Inga underarter finns listade i Catalogue of Life.